# Светкавичен скеч
„Светкавичен скеч“ (на френски: Dessinateur express) е поредица от четири френски късометражни неми филми, заснети през 1896 година от режисьора Жорж Мелиес. Във всеки един от тях се вижда актьор, твърде вероятно това да е самият Мелиес, който рисува пред камерата в продължение на минута, карикатура на известна личност от обществено-политическия живот по онова време.
Три подобни филма са били заснети и в САЩ по това време, през август 1896 година. Самият Мелиес се обръща към подобен вид филми през 1903 година с нов късометражен филм, в който се показва процеса на рисуване на комични лица върху черна дъска със светкавична скорост. Много политически карикатури, подобни на тези от „Светкавичен скеч“, създадени от Мелиес се съхраняват в „Националния филмов център на Франция“.
Кадри от поредицата „Светкавичен скеч“ не са достигнали до наши дни и всичките четири филма се смятат за изгубени.

## Заглавия в поредицата
- „Светкавичен скеч (Г-н Тиер)“ (на френски: Dessinateur express (M. Thiers))- показва карикатура на Адолф Тиер.
- „Светкавичен скеч (Чембърлейн)“ (на френски: Dessinateur (Chamberlain))- показва карикатура на Джоузеф Чембърлейн.
- „Светкавичен скеч (Кралица Виктория)“ (на френски: Dessinateur (Reine Victoria))- показва карикатура на Кралица Виктория.
- „Светкавичен скеч (Фон Бисмарк)“ (на френски: Dessinateur (Von Bismarck))- показва карикатура на Ото фон Бисмарк.[4]